# “108口”被捕事件
“108口”被捕事件，也叫一百单八口事件，是山东省东平县发生于抗日战争期间的一次中共党员叛变投敌事件。这次事件造成108人被捕，因此称为“108口”被捕事件。

## 背景
1938年8月，东平县城被日军攻占。1941~1942年，日本人在东平县境内不断加强其统治，多次组织扫荡活动，中共活动被迫转入地下。

## 过程

### 韩德林叛变
1942年春节前夕，东平县境内日军活动频繁。中共东平五区区委组织委员韩德林不听劝告，执意回家过年，正月初二（2月16日）被五区区长孙锡元逮捕。
在被捕后不久，韩德林就供出了东平五区共产党员和抗日积极分子名单。

### 一百单八口事件
韩德林被捕之初，中共东平五区区委迅速采取措施如将韩德林熟悉的党员转移，但是一段时间后看到日军没有行动，许多个党员就产生了麻痹心理。
1942年3月11日，日军以及伪军（华北治安军）300多人在彭集区公所集结。次日4点出动，按照韩德林提供的名单进行大搜捕，韩德林本人也亲自参与搜捕。此次全区共产党员50人和抗日积极分子58人（其中顶替的18人，迫送的3人），共108人被捕。当日8点多，被捕人员分别集中在彭集、苇子河伪据点内。后亭村的刘振营由于腿部长疮不能行走而在苇子河村被杀害。
日军对被捕党员和抗战积极分子进行审讯，使用非人的刑罚，但一无所获。
此次事件发生之后，中共区、县委迅速对被捕党员和抗战积极分子进行营救，最终有64人被赎出，其余43人分别被押往东北临江头月牙泡煤矿和千斤寨煤矿做劳工。押往东北的途中，日军对之百般虐待，裴寨村的尚传方在济南千佛山下被日军用刺刀挑死，另有一人在押送过程中被折磨致死，其余先后逃回。
| 姓名   | 籍贯     | 年龄 （被捕时） | 备注               |
| ------ | -------- | --------------- | ------------------ |
| 吕树香 | 和睦庄村 | 60              |                    |
| 吕树立 | 和睦庄村 | 58              |                    |
| 吕修道 | 和睦庄村 | 62              |                    |
| 吕修远 | 和睦庄村 | 67              |                    |
| 吕修连 | 和睦庄村 | 69              |                    |
| 吕修翠 | 和睦庄村 | 61              |                    |
| 吕修本 | 和睦庄村 | 71              |                    |
| 吕修山 | 和睦庄村 | 70              |                    |
| 王圣俭 | 岔河门村 | 40              |                    |
| 王广月 | 岔河门村 | 50              |                    |
| 王圣门 | 岔河门村 | 20              |                    |
| 王广温 | 岔河门村 | 30              |                    |
| 王衍序 | 岔河门村 | 30              |                    |
| 王振兴 | 岔河门村 | 30              |                    |
| 王庆达 | 岔河门村 | 30              |                    |
| 孟广告 | 大孟村   | 23              |                    |
| 孟传银 | 大孟村   | 25              |                    |
| 孟广杰 | 大孟村   | 20              |                    |
| 孟广涛 | 大孟村   | 23              |                    |
| 吕道存 | 大孟村   | 20              |                    |
| 吕道平 | 大孟村   | 32              |                    |
| 陈西哲 | 陈流泽村 |                 |                    |
| 尚传芳 | 裴寨村   |                 | 在济南千佛山被杀害 |
| 刘振营 | 后亭村   |                 | 在苇子河村被杀害   |

## 影响
此次事件使东平五区中共党组织遭到毁灭性的破坏。